# Karl Friedrich Schinkel
Karl Friedrich Schinkel (Neuruppin, 13 marzo 1781 – Berlino, 9 ottobre 1841) è stato un architetto ed un pittore prussiano.
Fu uno dei maggiori architetti del neoclassicismo tedesco, pur facendo convivere nella propria formazione influssi romantici e idealisti ed essendo stato tra i primi in Germania a promuovere la rivalorizzazione delle forme gotiche in architettura (neogotico).
Come regio architetto capo, con gusto sobrio e classicheggiante, influenzò profondamente lo stile architettonico ufficiale della Prussia, realizzando prestigiosi monumenti che diedero un nuovo assetto architettonico al centro della capitale Berlino.

## Biografia
Dopo la prematura morte del padre nel 1787, Schinkel si trasferì con la famiglia a Berlino.
Dopo studi letterari si avvicinò all'architettura per influsso di Friedrich Gilly presso il cui studio avviò il proprio apprendistato nel 1798. A partire dal 1799, il giovane frequentò i corsi all'Accademia di architettura di Berlino, scuola che all'epoca era stata appena fondata.
Nel 1803 si recò, come era d'uso tra molti artisti e letterati a lui contemporanei, in Italia. Visitò Trieste, raggiunse Venezia e da qui Roma, poi Napoli e infine la Sicilia. Nel corso del suo viaggio dimostrò interesse per i monumenti dell'antichità classica, ma anche  per l'architettura rurale e per quella medievale. Conobbe a Roma Wilhelm von Humboldt e divenne suo amico. 
Questo primo soggiorno in Italia significò per Schinkel un importante periodo di formazione che influenzò tutta la sua opera.
Al rientro dal viaggio in Italia, Schinkel si dedicò prevalentemente alle arti figurative e al disegno, in quanto, anche a causa dell’entrata in guerra della Prussia contro la Francia, l’attività edilizia a Berlino era scarsa.
Si affermò dunque dipingendo alla maniera dei pittori del Romanticismo tedesco, collaborando come artista alla costruzione di spettacoli di diorama, oppure realizzando delle scenografie teatrali di indubbio interesse, come quella del Flauto magico di Mozart.
Particolarmente famoso fu il Panorama di Palermo a 360 gradi per una circonferenza di 27 metri ed esposto in un padiglione in legno eretto a tale scopo.
Nel 1809 si sposò con Susanne Berger, figlia di un commerciante. 
Nel 1810, a soli 29 anni, entrò al servizio del re di Prussia Federico Guglielmo III, con compiti di supervisione estetica sui progetti di edifici civili, reali e religiosi in Prussia, iniziando una carriera che seguì per il resto della sua vita e che ridusse per ragioni di salute dopo il 1830 quando fu nominato Architetto capo, raggiungendo fama internazionale come architetto di eccezionale talento.

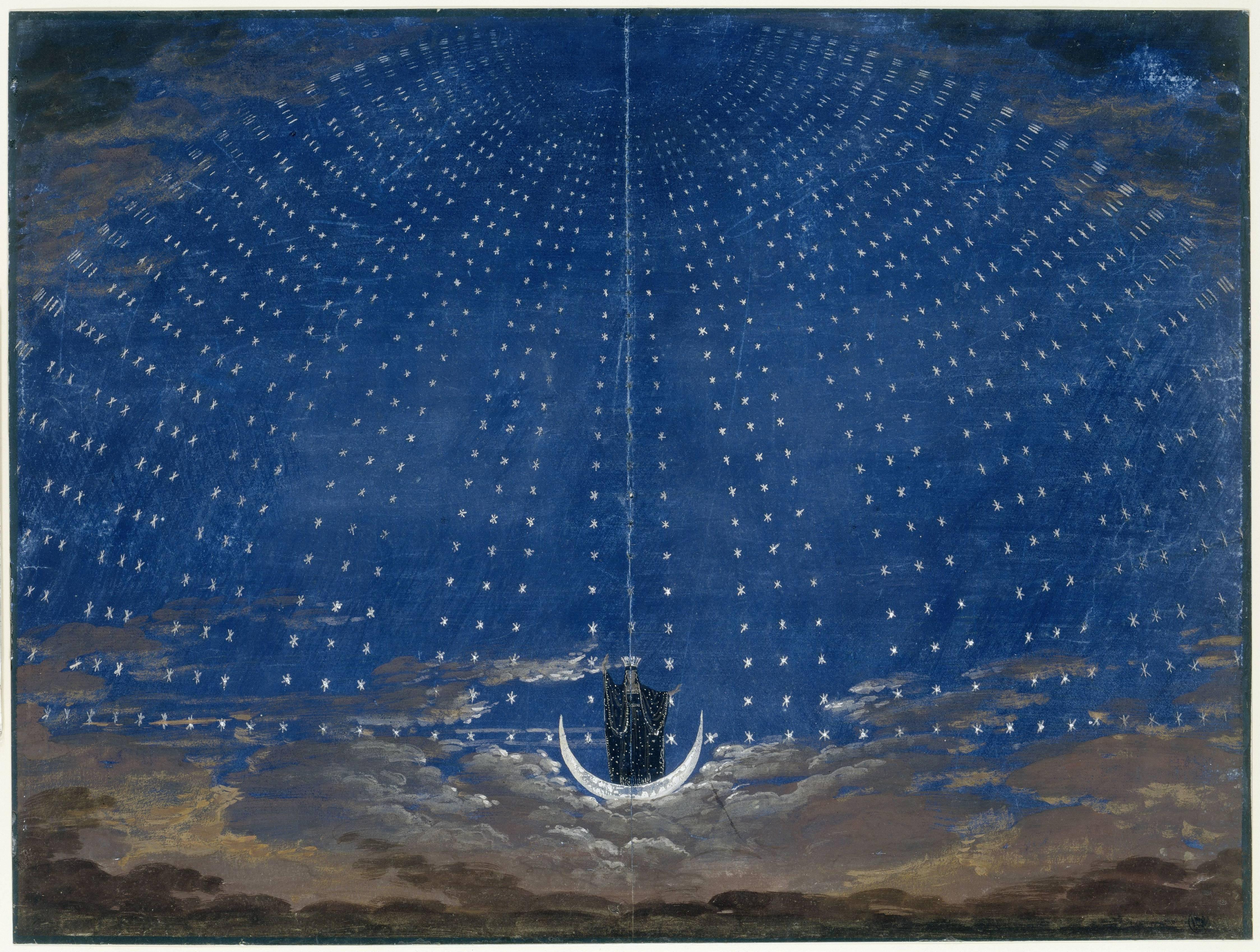
Schinkel, scenografia per il Flauto magico, 1815

Durante la sua operosa carriera continuò a viaggiare e nel 1826 il re lo inviò in Francia e in Inghilterra, affinché potesse raccogliere informazioni sui musei pubblici e sulla loro organizzazione interna. Piuttosto che ai complessi museali, si mostrò particolarmente interessato alle innovazioni della Rivoluzione industriale e ai ponti sospesi.
Collaborò alla ripresa dei lavori per la costruzione della Cattedrale di Colonia, progetto che era stato interrotto tre secoli prima. Fu anche uno dei primi architetti europei ad occuparsi professionalmente di nuove questioni come i piani regolatori di grandi città (come Berlino) e della conservazione dei monumenti.
Oggi Schinkel riposa nel Cimitero di Dorotheenstadt, a Berlino.

## Schinkel, il disegno e la pittura
Di ispirazione prettamente romantica, i suoi quadri ricordano da vicino quelli di Caspar David Friedrich, forti nell'espressione dell'intimità e del sublime. A differenza di Friedrich, Schinkel cercava spesso di superare il misticismo dei panorami naturali traducendo l'architettura in pittura: infatti, trasponeva volentieri sulla tela diverse delle sue visioni architettoniche, oppure dimostrava il suo talento nel rappresentare i paesaggi urbani dei paesi che aveva visitato (anche a Roma e a Milano). Caratteristica ricorrente nelle opere di Schinkel era infatti quella di sintetizzare la visione romantica della natura al paesaggio culturale creato dall'uomo grazie all'architettura. In Duomo gotico sull'acqua, Schinkel inventa ex novo una cattedrale dalle forme gotiche come non era mai stata costruita nel Medioevo: le due torri filigrane vengono riunite, ad un'altezza vertigiosa, da un ardito ponte. La scena viene completata in primo piano da una scena di lavoro quotidiana. Sullo sfondo, il paesaggio architettonico di una cittadina medievale e la scenografia drammatica delle nuvole al tramonto completano la composizione creando una sorta di sintesi tra misticismo ed utopia architettonica.
Diverse delle più significative opere pittoriche di Schinkel sono conservate nei musei statali di Berlino.

Schinkel, Duomo gotico sull'acqua, olio su tela, dopo il 1813 (chiesa inesistente).
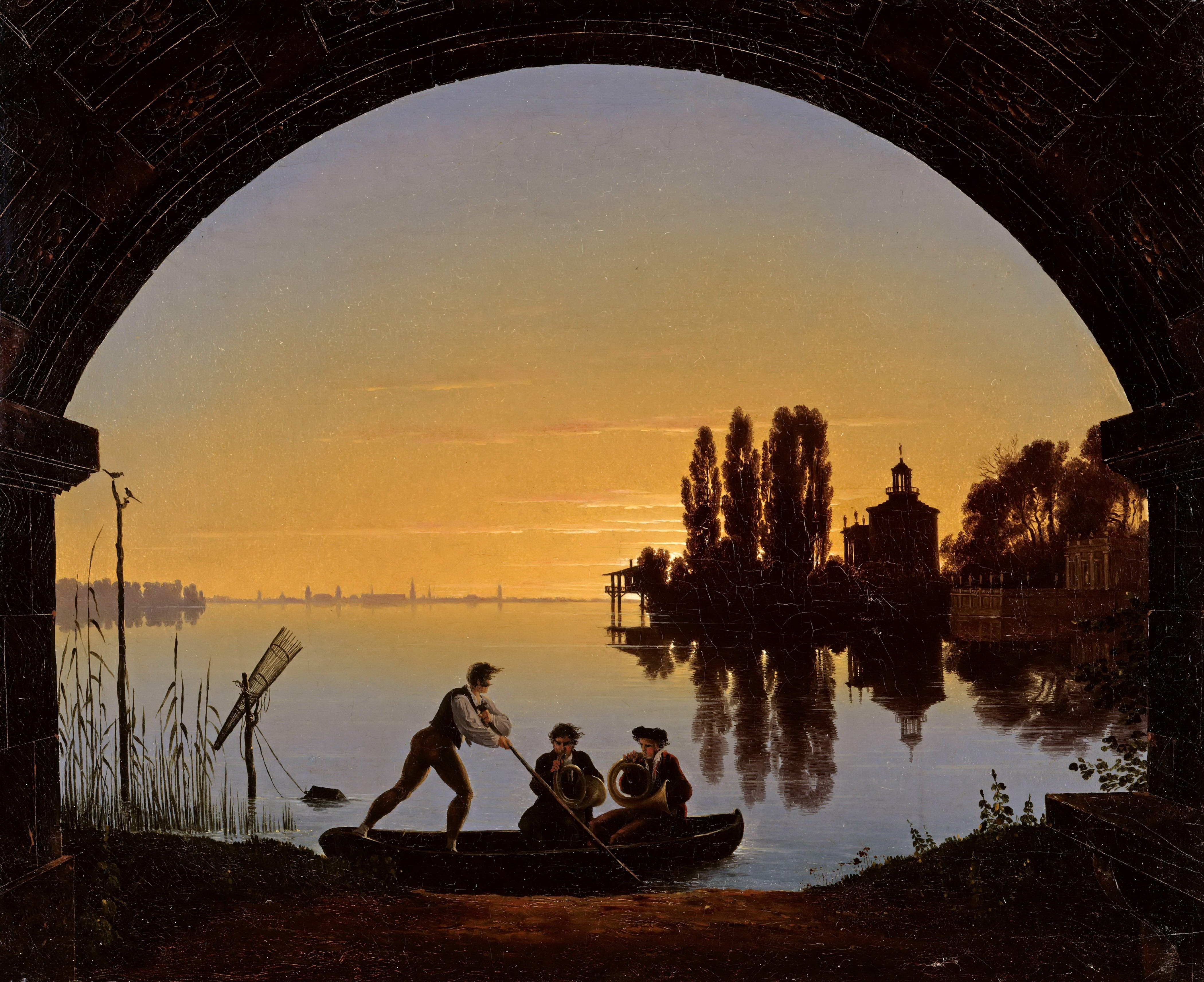
Riva della Spree
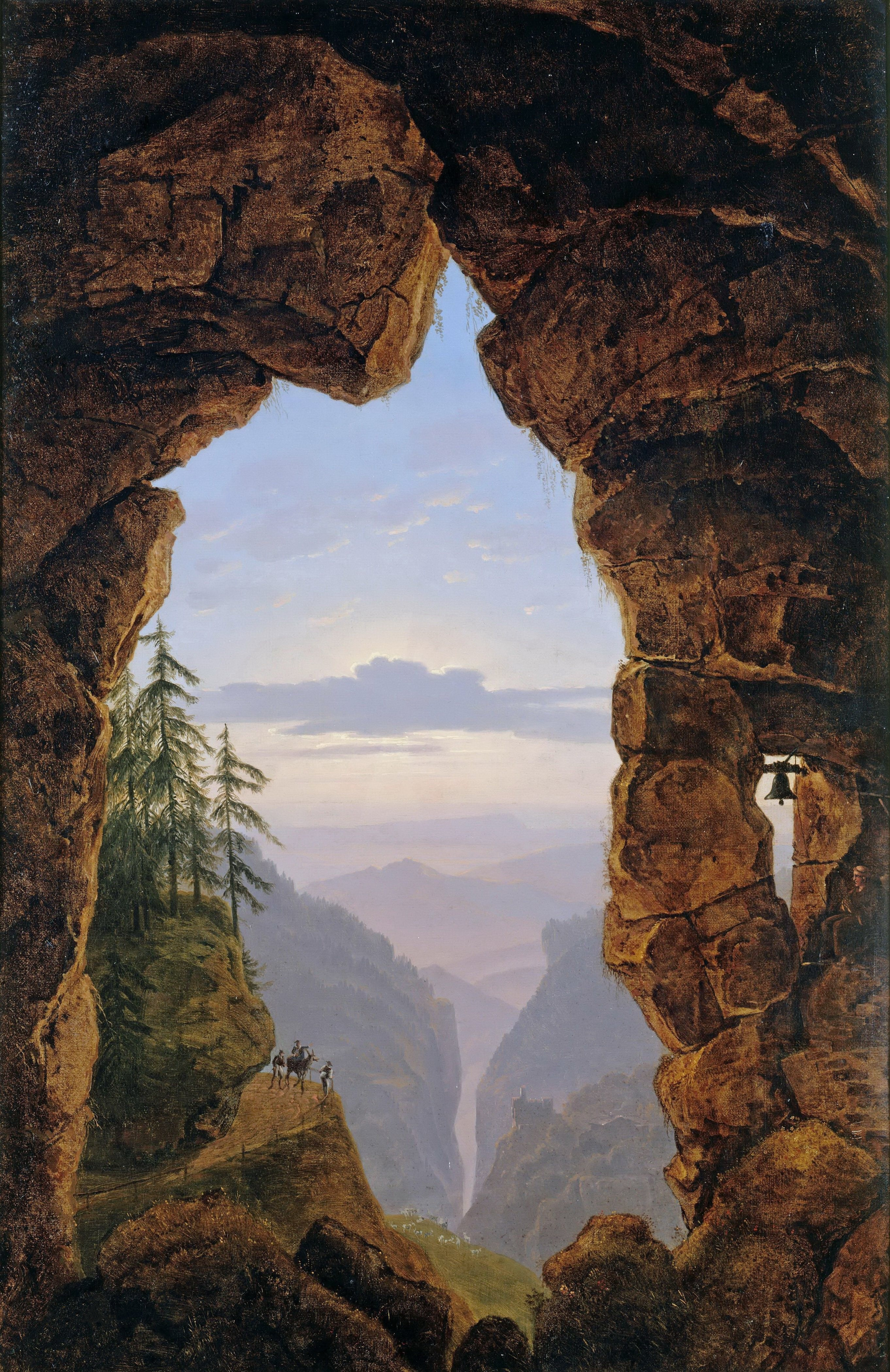
Apertura tra le rocce
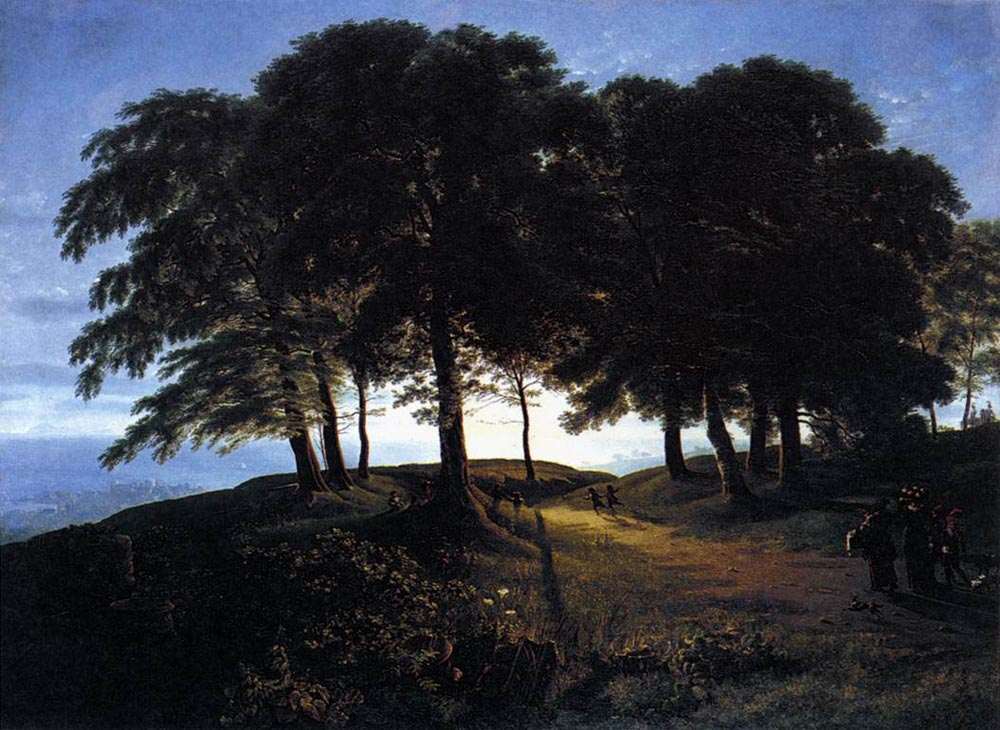
Il mattino

## Schinkel e l'architettura gotica

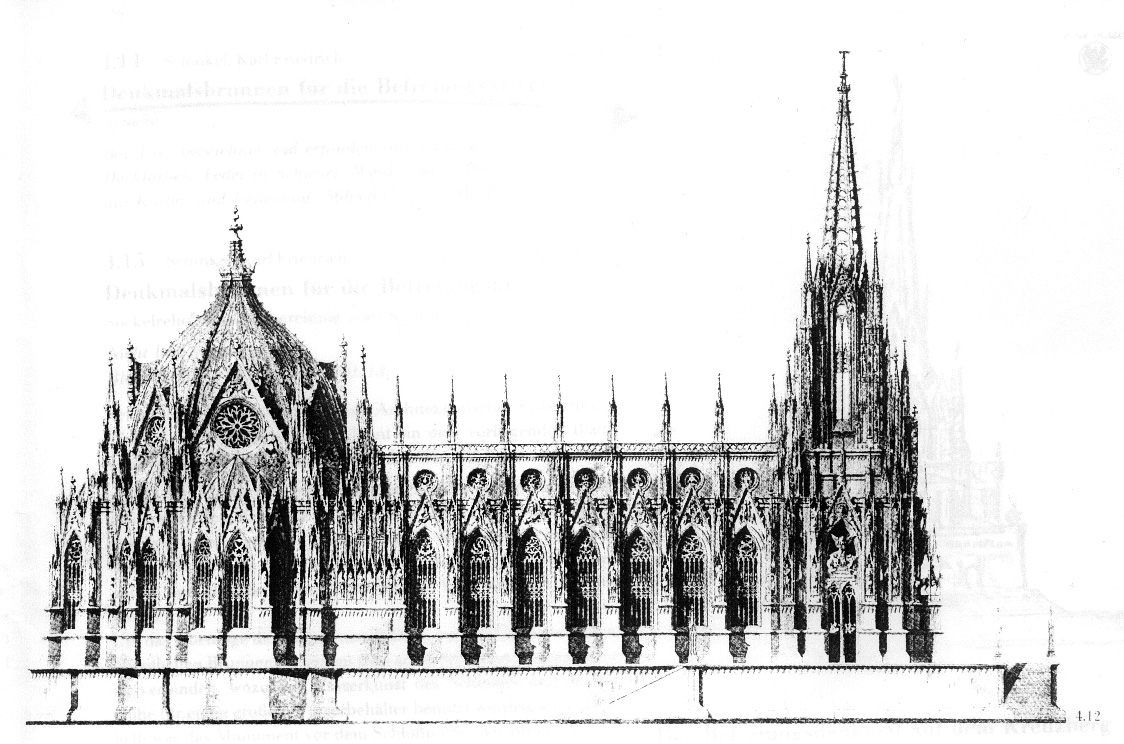
Duomo nazionale a Berlino, Schinkel, 1815, progetto non realizzato

La rinascita delle forme di architettura gotica nell'opera di Schinkel, invece che nelle realizzazioni si esprime soprattutto nella produzione grafica e pittorica. Spesso, l'artista concepiva degli scenari utopici in cui venivano inseriti monumenti reali (come il Duomo di Milano, completamente reinventato tanto nei suoi elementi architettonici quanto nella sua situazione urbanistica); altre volte rappresentava delle opere che non sarebbero mai state costruite.
Un esempio emblematico della sua attitudine visionaria consiste nello schizzo per un duomo nazionale da costruire a Berlino. L'intenzione era di celebrare, intorno al 1815, le vittorie prussiane contro le armate napoleoniche. L'architettura titanica di questo progetto interpreta il gotico come uno degli stili più rappresentativi dell'arte tedesca, e di conseguenza come un veicolo di uno spirito romantico-nazionalista.
Nonostante le sue fossero idee sperimentali e visioni utopistiche, Schinkel preludeva chiaramente a quella che più tardi si sarebbe concretizzata sotto forma di corrente neogotica in Germania.
Mentre le sue idee prendevano piede, in età matura, Schinkel sviluppò un certo scetticismo verso l'architettura medievale e gotica in particolare, orientandosi in modo più esclusivo verso le forme dell'architettura greca e romana (che comunque gli interessavano fin dalla gioventù). Tuttavia l'unico suo progetto importante che seguì gli schemi gotici fu realizzato proprio nel periodo di personale rinuncia a tale stile: fu quello di una chiesa al centro di Berlino, la Friedrichswerdersche Kirche (1825). Anche se Schinkel aveva lasciato chiaramente intendere che per quel progetto avrebbe preferito una soluzione neoclassica, la committenza (l'erede alla corona prussiana, che sarebbe diventato Federico Guglielmo IV di Prussia) riuscì ad imporre una soluzione neogotica.

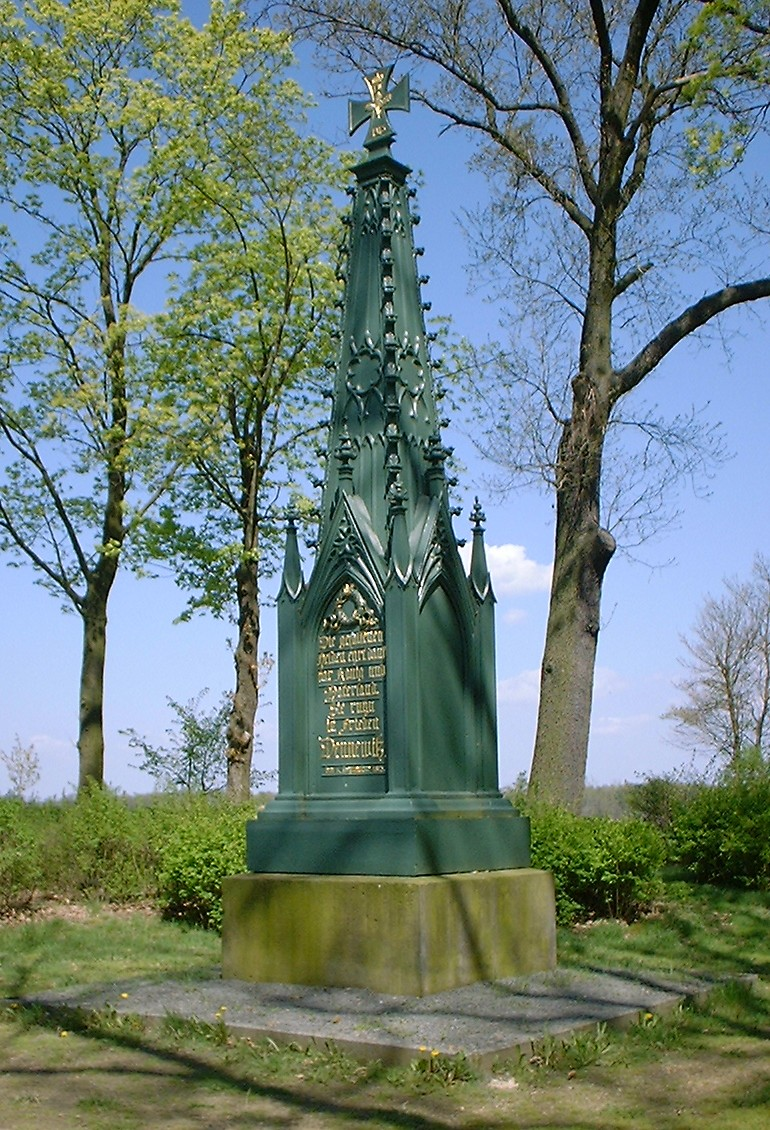
Monumento alla battaglia di Dennewitz.
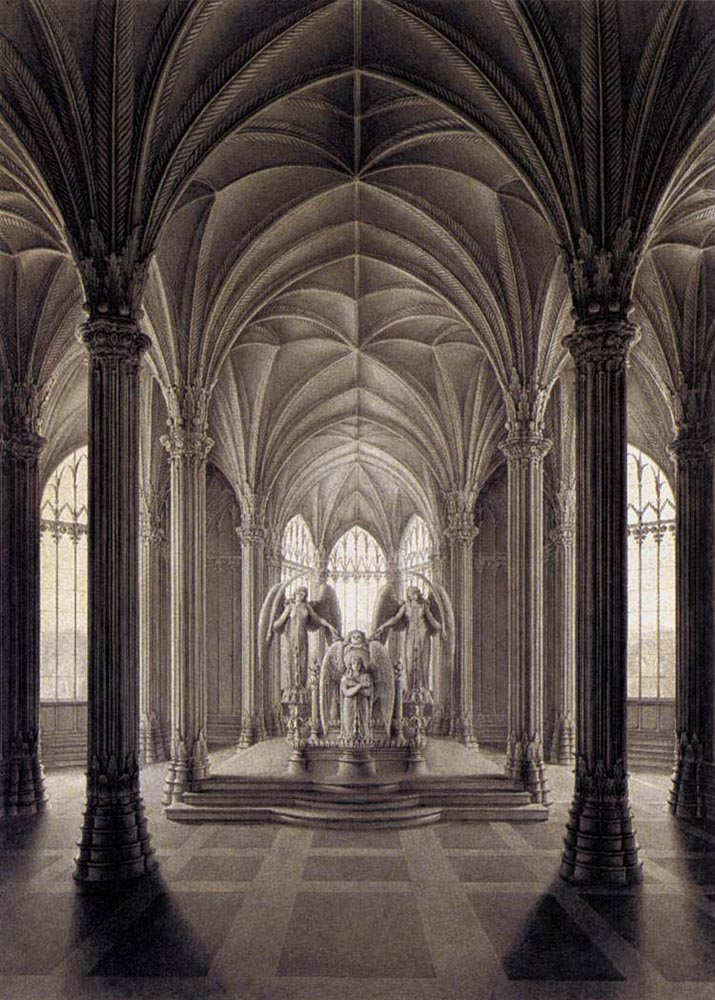
Studio per un monumento alla regina Luisa, progetto non realizzato.
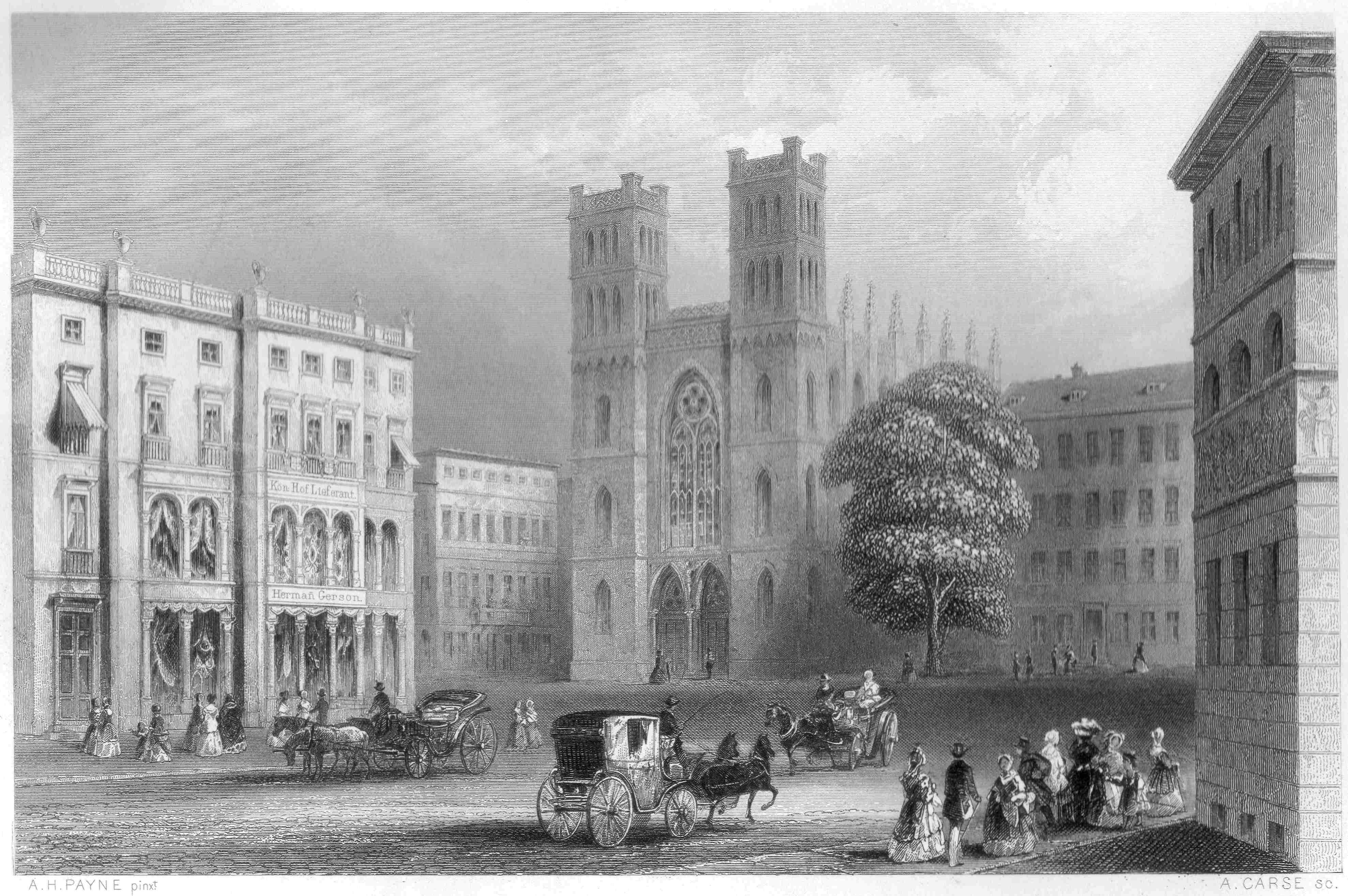
Friedrichswerdersche Kirche
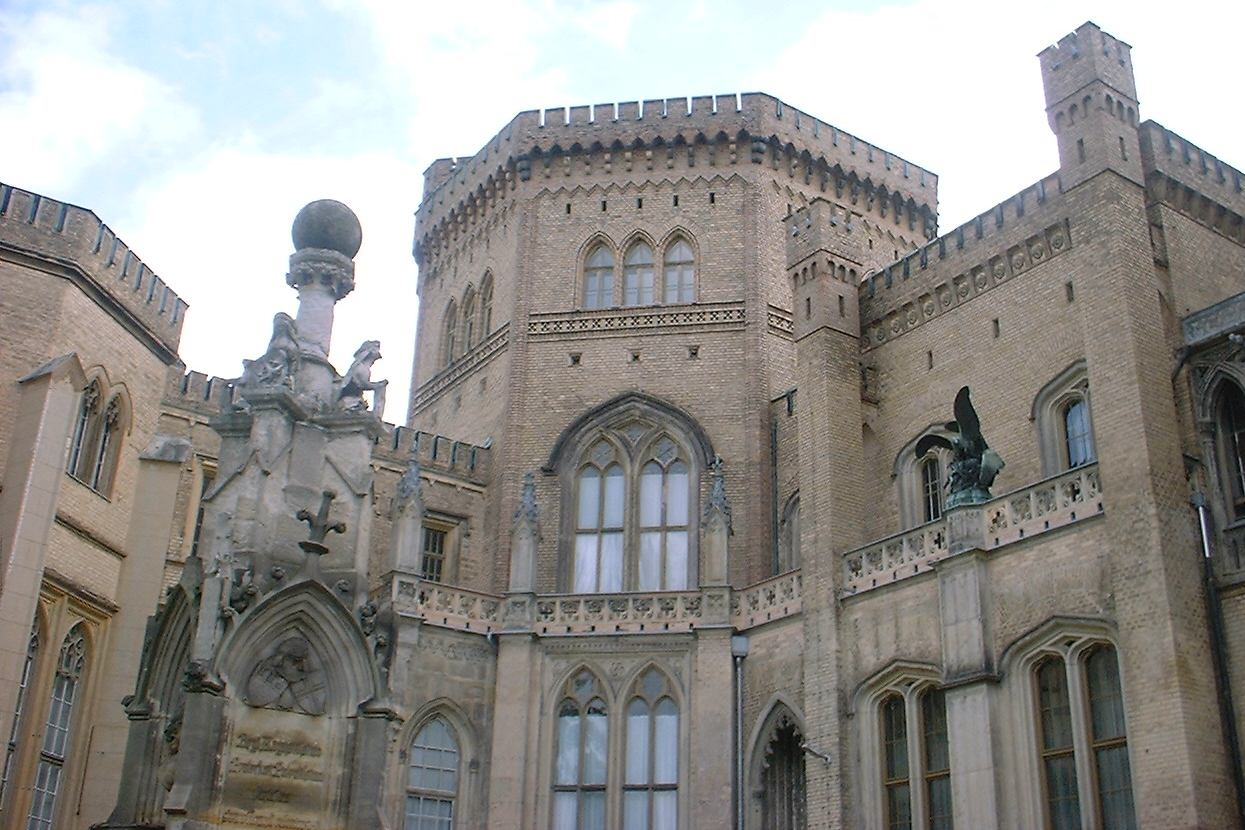
Castello Babelsberg (collaborazione).

## Schinkel e l'architettura classica

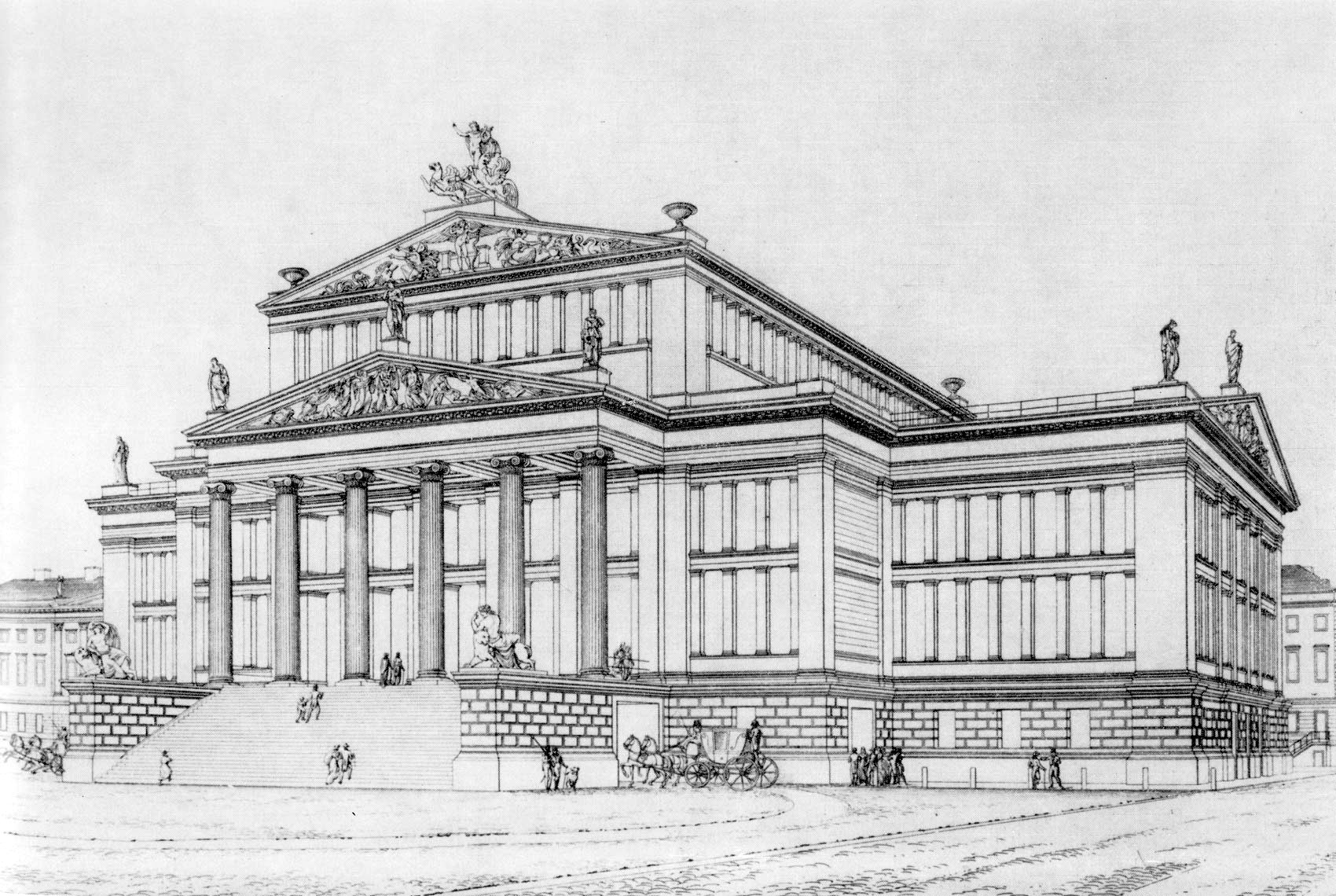
Berliner Schauspielhaus

Schinkel perfezionò, grazie alle sue profonde conoscenze dell'architettura greca e romana, il linguaggio formale del neoclassicismo. Nacque così, intorno al 1817, la Neue Wache (sede della Guardia reale e monumento ai caduti). Schinkel arricchì Berlino di nuove ed eleganti costruzioni: il centro della capitale prussiana (oggi Berlin-Mitte) era destinato a cambiare faccia. Ruppe con le forme sinuose del Settecento tedesco per semplificare il linguaggio classicheggiante. Tra i suoi lavori spiccano l'Altes Museum (notevole per la rotonda nascosta in cima all'edificio) e la Schauspielhaus (successivamente ribattezzata come Konzerthaus), che integra un colonnato da tempio greco con un edificio dotato di grandi finestre. Costruite all'inizio degli anni venti dell'Ottocento,  queste opere erano inquadrate in un concetto di risistemazione globale del centro di Berlino, che si apprestava a trasformarsi da capitale prussiana a capitale di un intero stato tedesco, e come tale doveva diventare più coerente e rappresentativa. Lo stile di Schinkel, come quello di altri architetti tedeschi del periodo, è definito molto più da modelli dell'antica Grecia che non dall'architettura imperiale di Roma. Era questo un modo per contribuire all'identità nazionale staccandosi dall'apparato formale della romanità invece molto amato nell'architettura francese, quella di un paese all'epoca ostile.
Fuori dalla Germania, si ricorda la villa costruita ad Orianda, in Crimea, per lo zar. L'interesse di Schinkel per l'architettura classica lo portò ad elaborare un intero piano di risistemazione per l'Acropoli di Atene, progetto che comunque finì per essere accantonato.

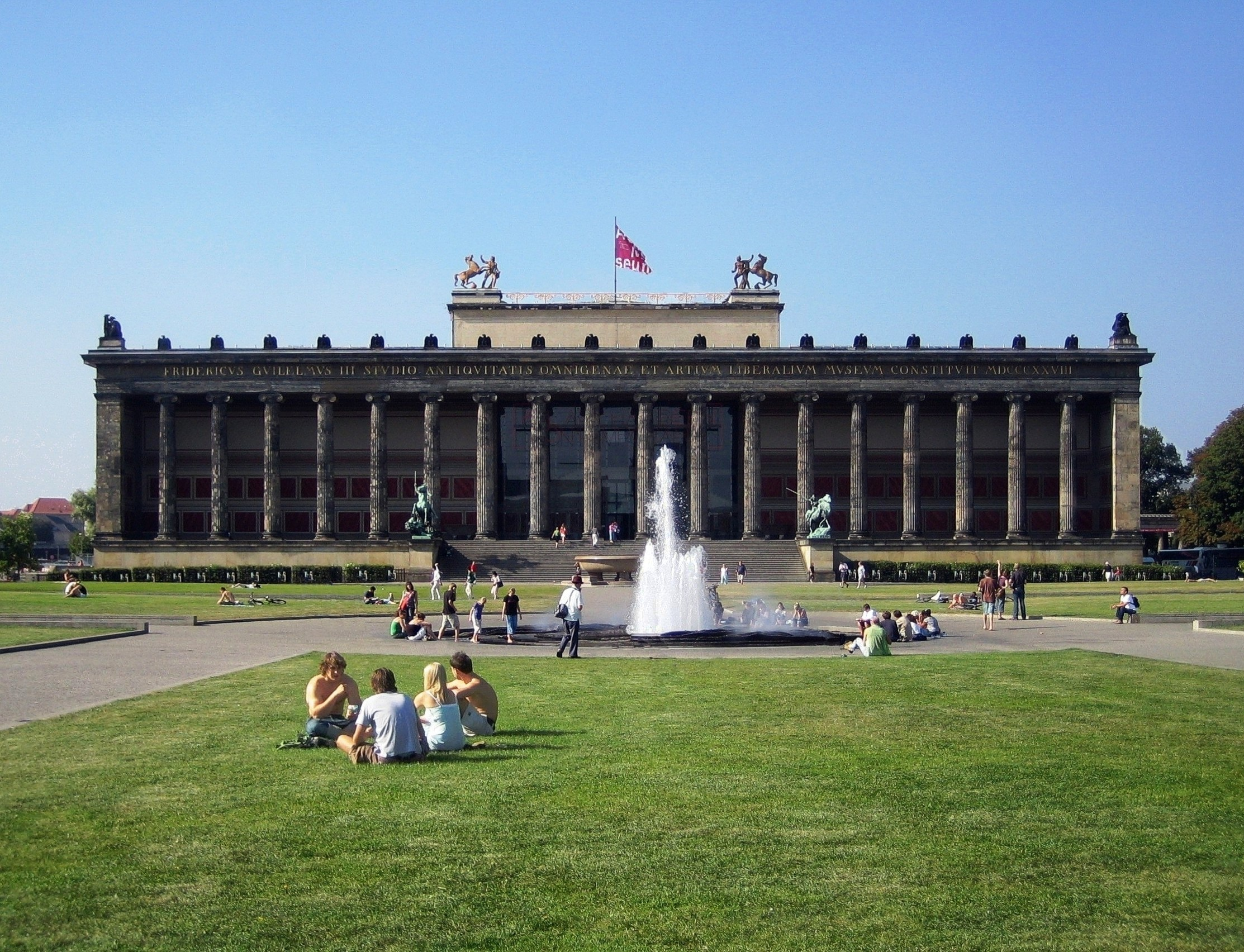
Altes Museum, Berlino.
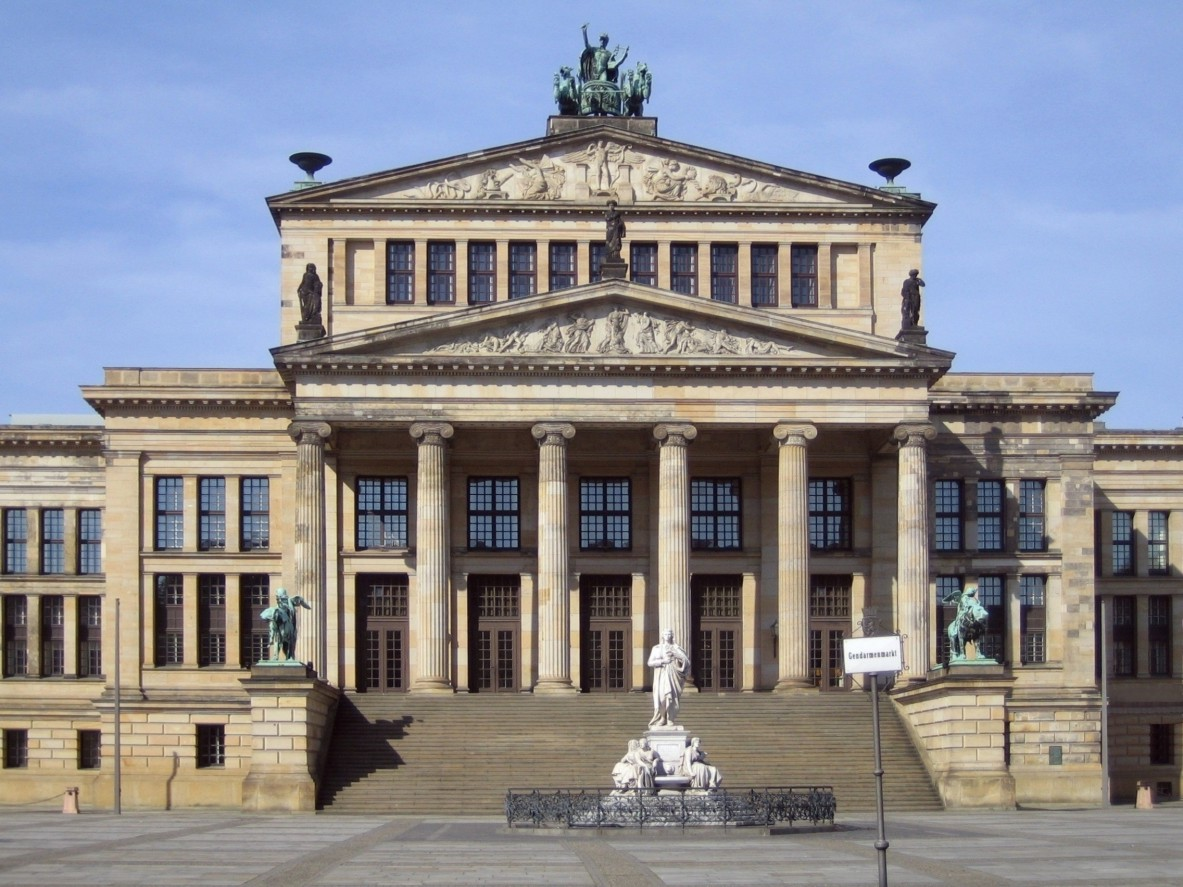
Konzerthaus (Schauspielhaus), Gendarmenplatz, Berlino.
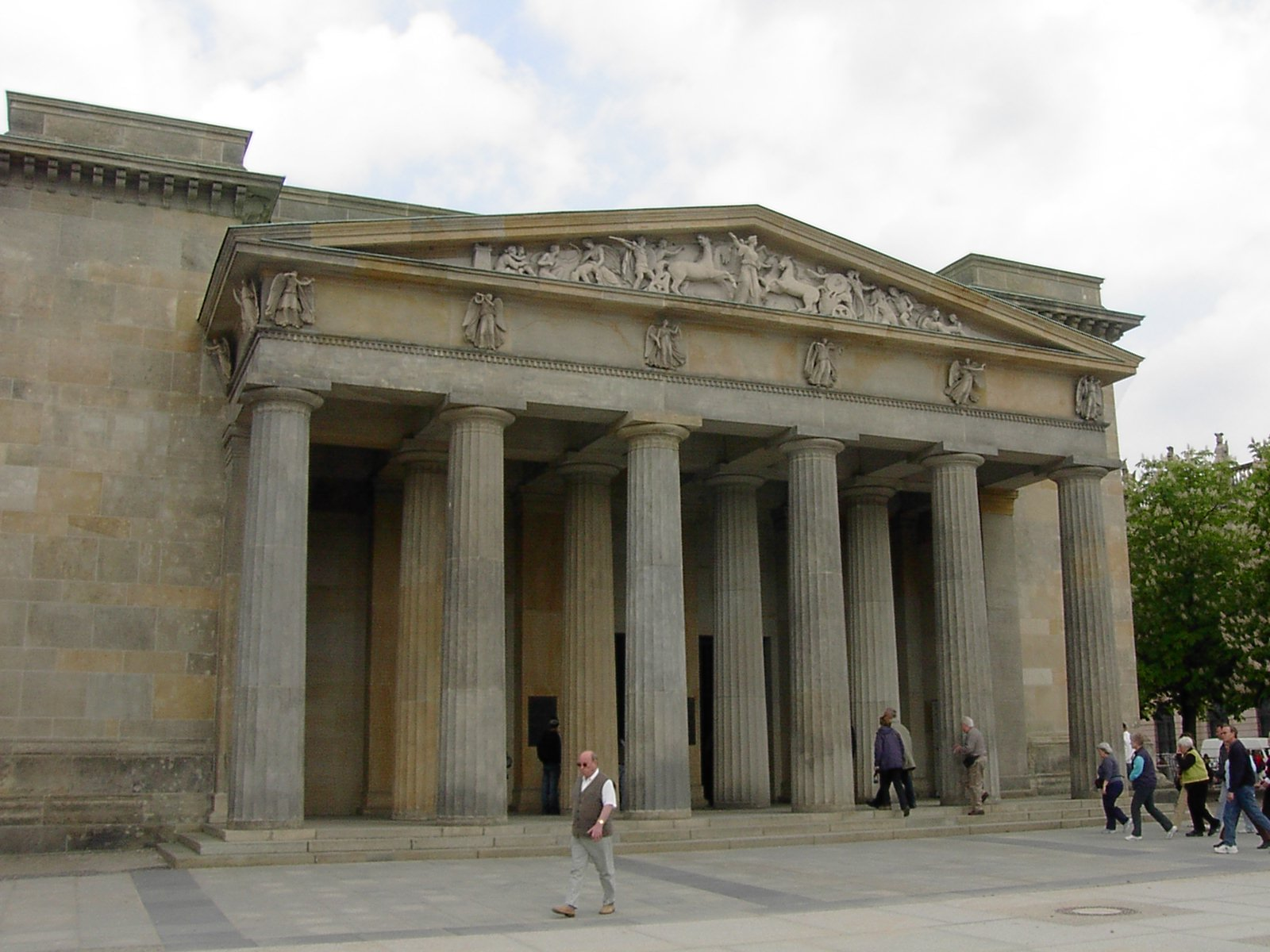
Neue Wache, Berlino.
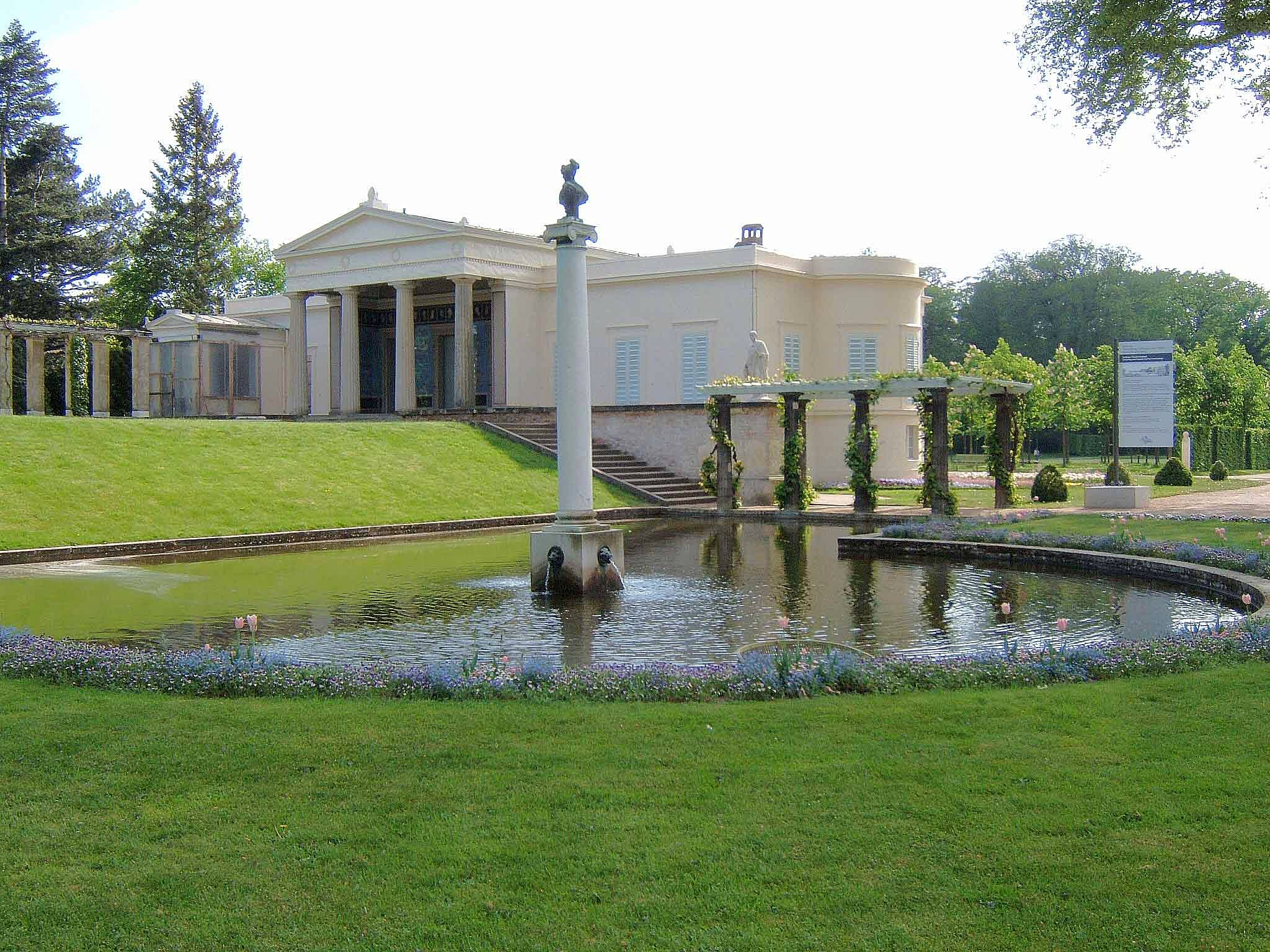
Castello Charlottenhof nel parco di Sanssouci a Potsdam.

## Schinkel e l'eclettismo

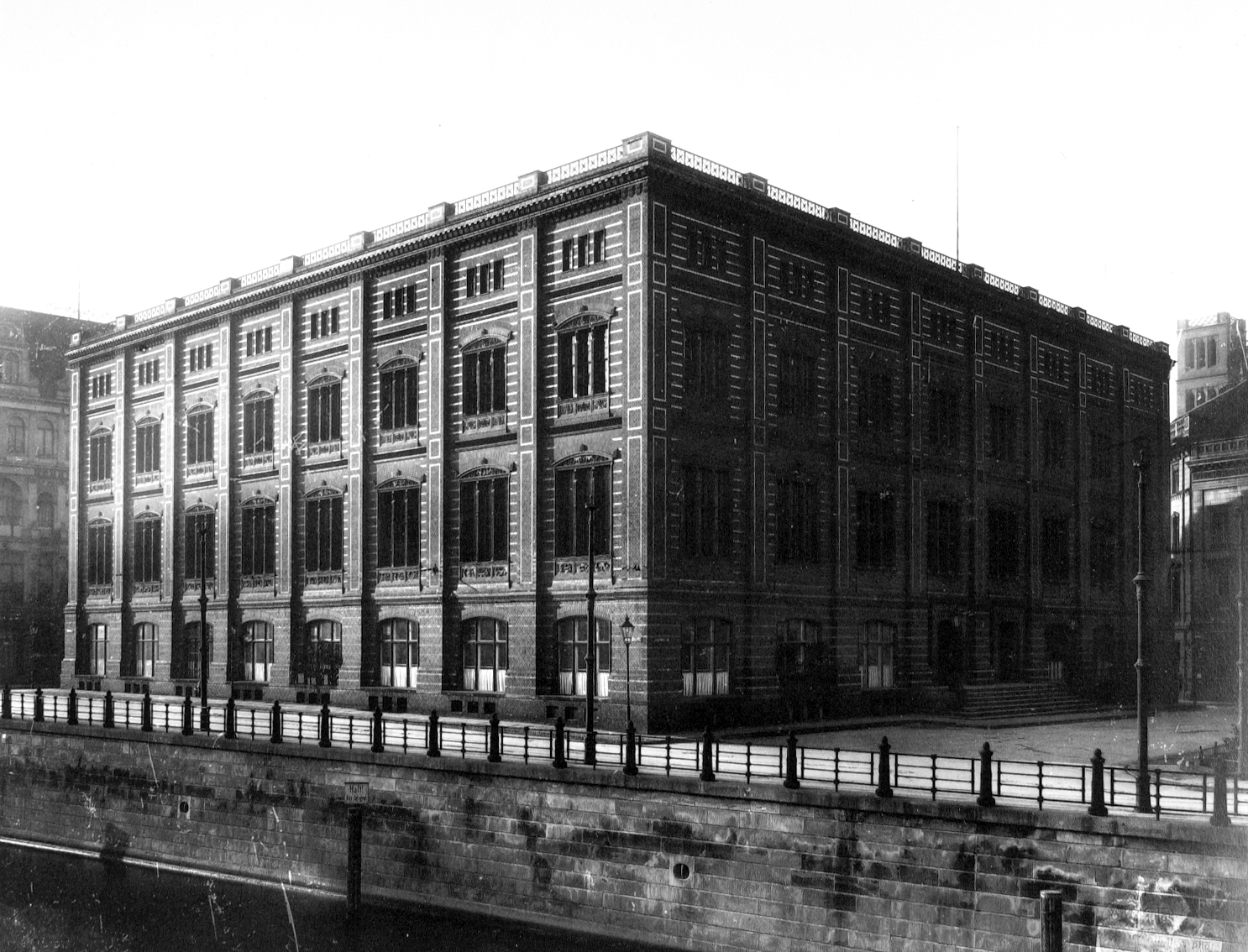
L'Accademia dell'architettura, oggi distrutta, agli inizi del Novecento

Schinkel attinse, soprattutto negli ultimi anni di attività, ai diversi apparati formali del romanico, del gotico e dell'architettura classica per fonderli in uno stile eclettico. Non si trattava di una semplice fuga nel tempo. Osservando costruzioni come l'Accademia di architettura (Bauakademie), così essenziale nelle sue poche forme geometriche, si nota come Schinkel preluda al razionalismo dell'architettura novecentesca nell'essenzialità delle forme geometriche (uso sistematico del cubo e del quadrato) e delle decorazioni. La costruzione era chiaramente ispirata ai dock inglesi, ma a differenza di questi costituiva un esempio di architettura rappresentativa, che cita tanto il gotico quanto l'architettura classica.
Furono utilizzati piani di Schinkel anche per la costruzione della cupola del Castello di Berlino (Stadtschloss). Tanto questa costruzione quanto la Bauakademie sono state distrutte, per adesso solo il Castello di Berlino è stato ricostruito (i lavori sono iniziati nel 2008), mentre la Bauakademie dovrebbe essere ricostruita in futuro.
L'eclettismo di Schinkel consisté anche nella diversificazione a livello urbanistico berlinese: con le chiese suburbane berlinesi (Berliner Vorstadtkirchen, o chiese suburbane di Schinkel - Schinkelsche Vorstadtkirchen) degli anni trenta del XIX secolo vennero serviti i nuovi quartieri a nord del centro storico. Tutte e quattro le chiese furono progettate sulla stessa tipologia di edificio a navata unica, senza torri né decorazioni elaborate, ma Schinkel ricorse a stili diversi (dal neoclassico al neoromanico).

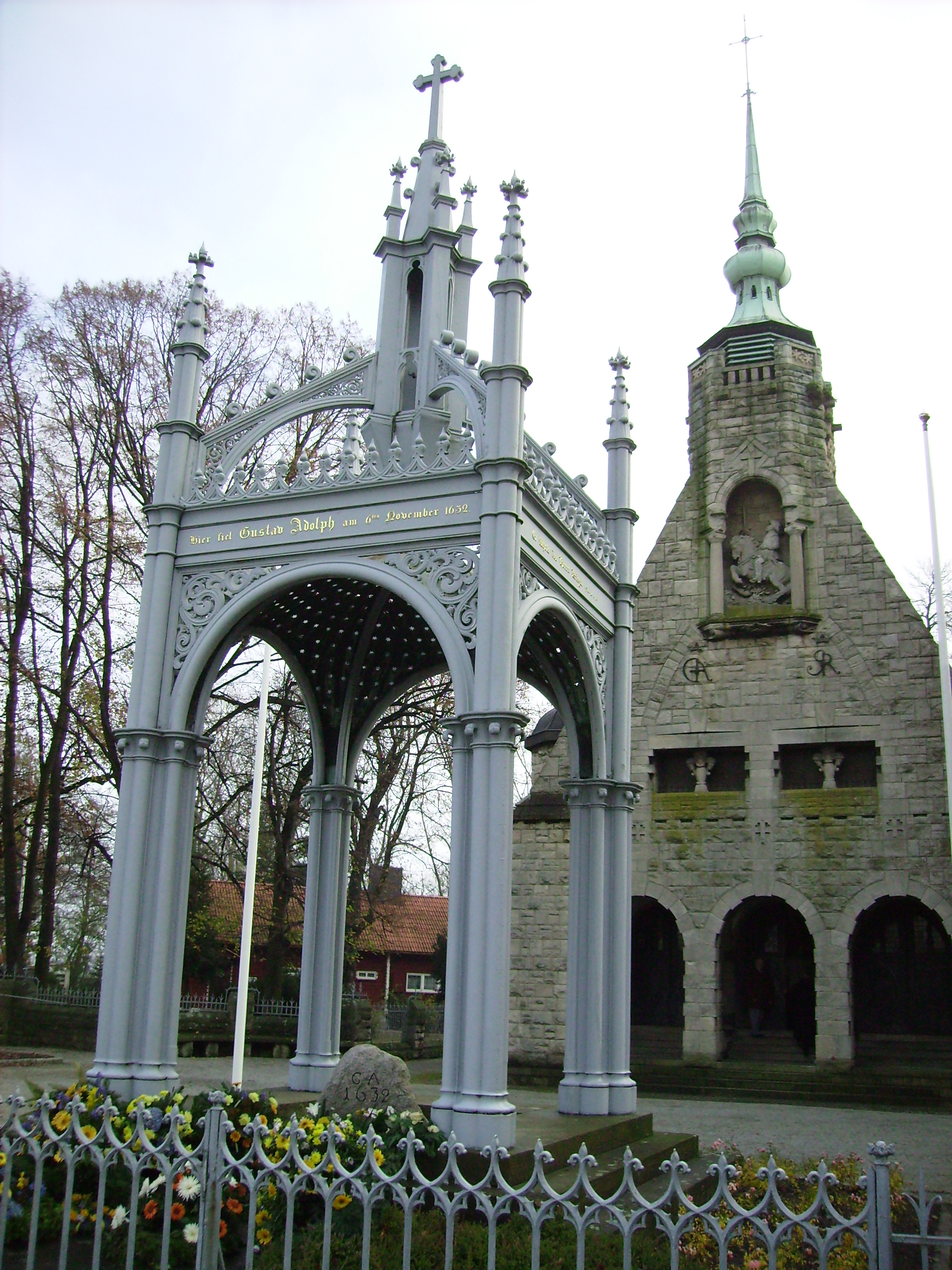
Baldacchino eclettico in metallo a Lützen
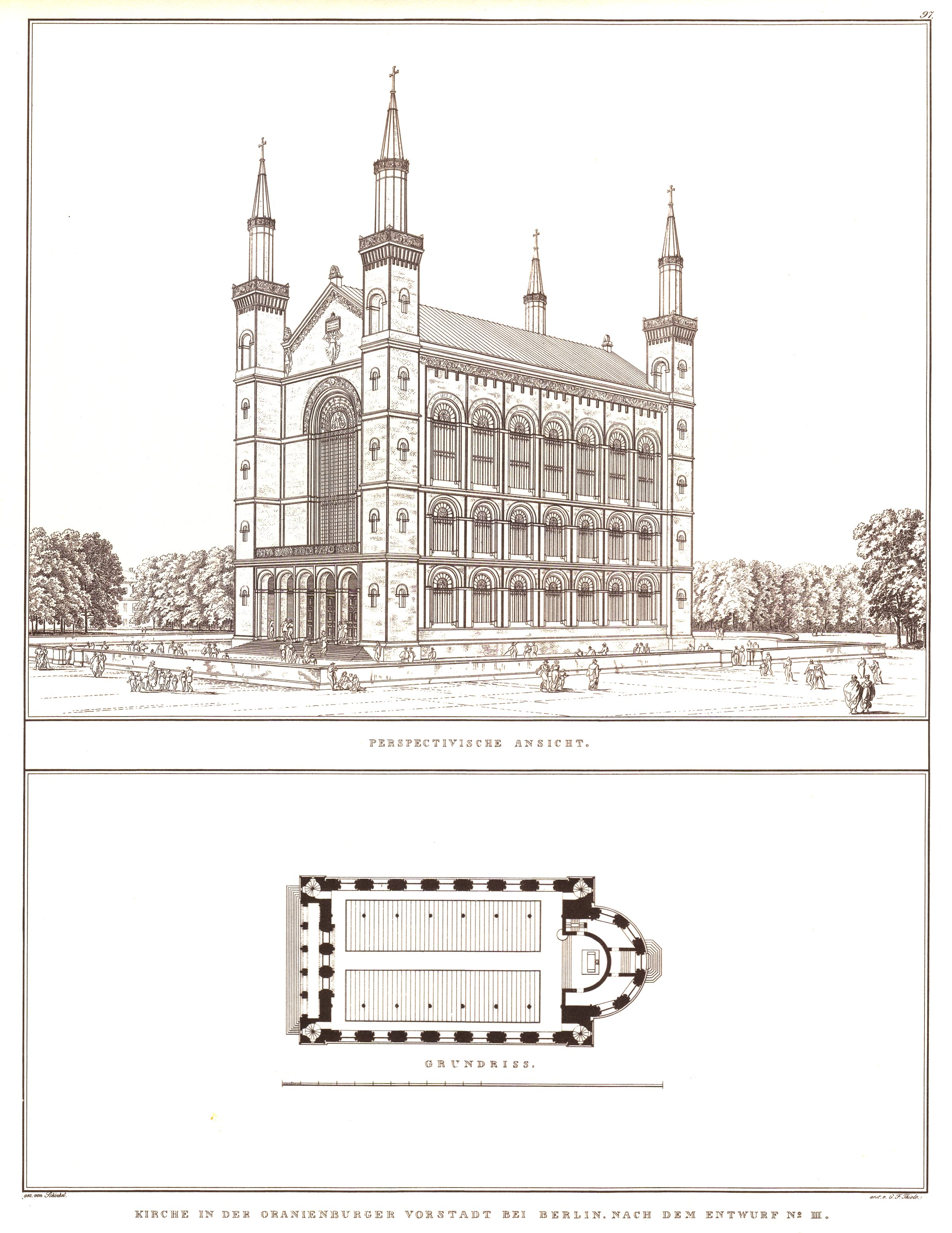
Progetto non realizzato per una chiesa alla periferia di Berlino (Oranienburger Vorstadt)
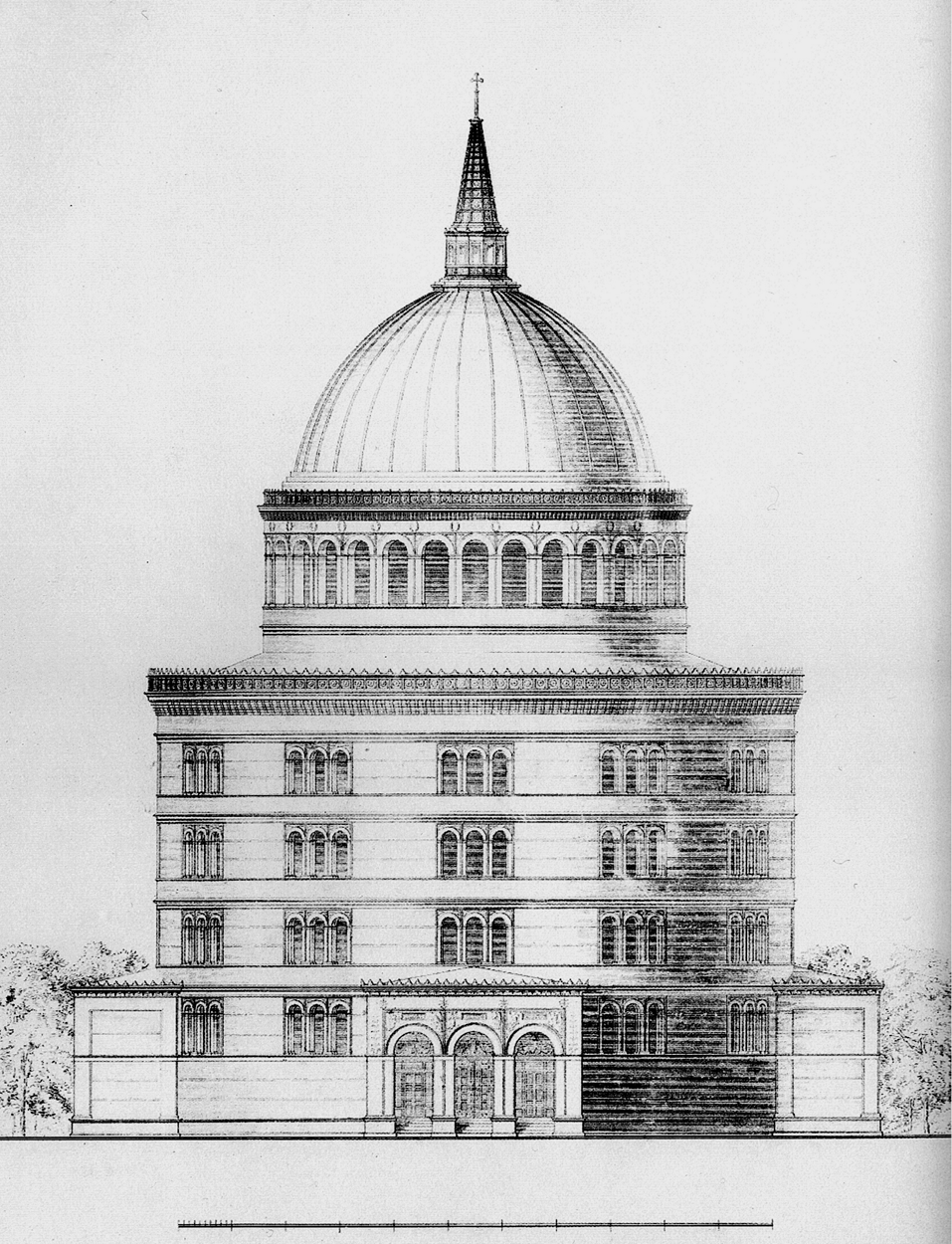
Una delle chiese suburbane berlinesi, progetto non realizzato
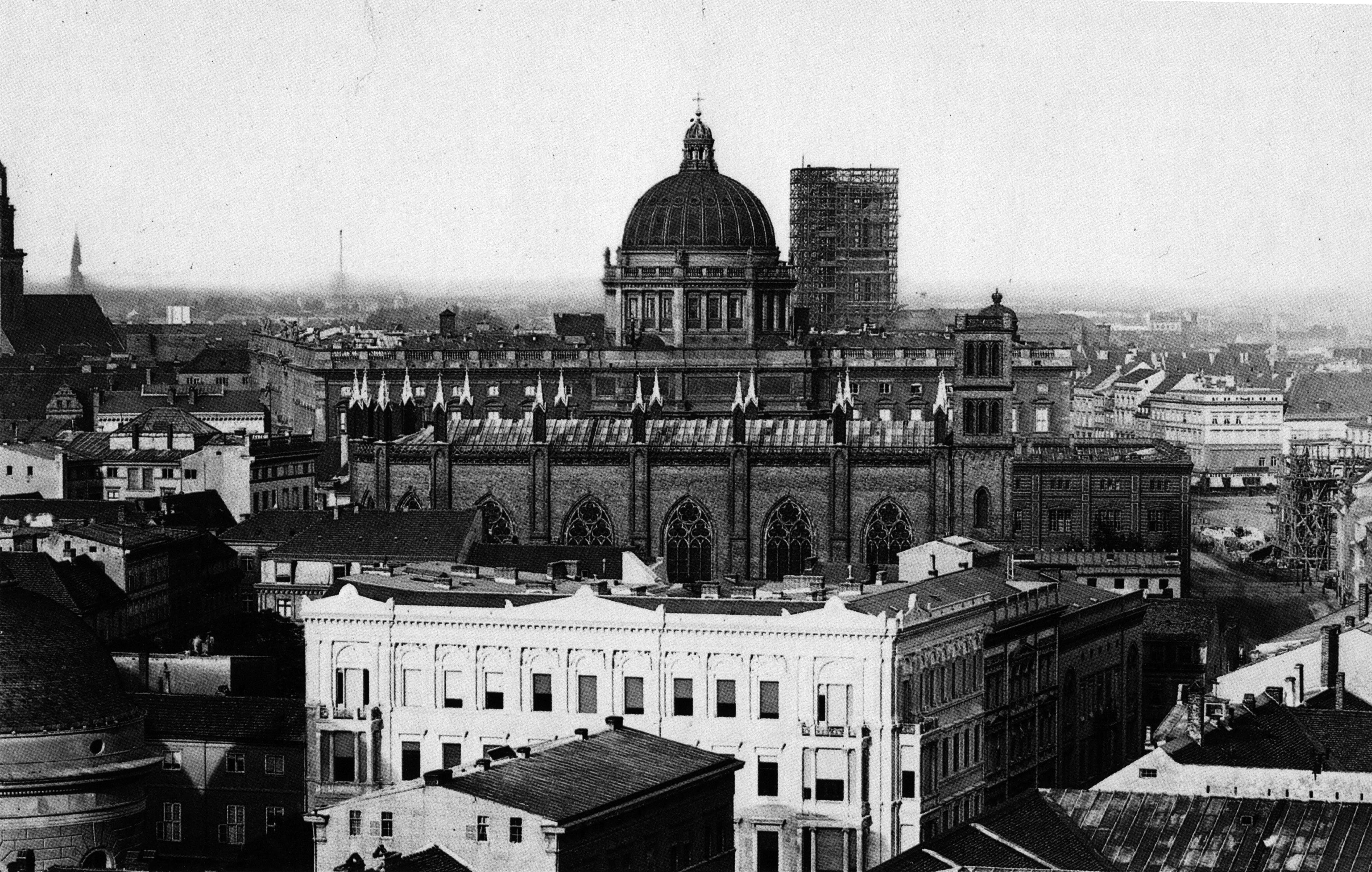
Centro di Berlino, 1866: Friedrichswerdersche Kirche, Accademia di architettura (distrutta), cupola del Castello (distrutta e recentemente ricostruita)